# 50 kilomètres marche aux Jeux olympiques d'été de 1968
Navigation
Tokyo 1964 Munich 1972
L'épreuve du 50 kilomètres marche masculin aux Jeux olympiques de 1968 s'est déroulée le 17 octobre 1968 dans les rues de Mexico, au Mexique, avec une arrivée au Stade olympique universitaire.  Elle est remportée par l'Est-allemand Christoph Höhne.

## Résultats

### Finale
| Rang               | Athlète                   | Pays                 | Temps             |
| ------------------ | ------------------------- | -------------------- | ----------------- |
| Médaille d'or      | Christoph Höhne           | Allemagne de l'Est   | 4 h 20 min 13 s 6 |
| Médaille d'argent  | Antal Kiss                | Hongrie              | 4 h 30 min 17 s 0 |
| Médaille de bronze | Larry Young               | États-Unis           | 4 h 31 min 55 s 4 |
| 4                  | Peter Selzer              | Allemagne de l'Est   | 4 h 33 min 09 s 8 |
| 5                  | Stig Lindberg (en)        | Suède                | 4 h 34 min 05 s 0 |
| 6                  | Vittorio Visini (en)      | Italie               | 4 h 36 min 33 s 2 |
| 7                  | Bryan Eley (en)           | Royaume-Uni          | 4 h 37 min 32 s 2 |
| 8                  | José Pedraza (en)         | Mexique              | 4 h 37 min 51 s 4 |
| 9                  | Karl-Heinz Merschenz (en) | Canada               | 4 h 37 min 57 s 4 |
| 10                 | Goetz Klopfer (en)        | États-Unis           | 4 h 39 min 13 s 8 |
| 11                 | Horst-Rüdiger Magnor (en) | Allemagne de l'Ouest | 4 h 39 min 43 s 2 |
| 12                 | Frank Clark (en)          | Australie            | 4 h 40 min 13 s 8 |
| 13                 | Örjan Andersson (en)      | Suède                | 4 h 40 min 42 s 6 |
| 14                 | Gerhard Weidner (en)      | Allemagne de l'Ouest | 4 h 43 min 26 s 2 |
| 15                 | Sergey Grigoryev (en)     | Union soviétique     | 4 h 44 min 39 s 2 |
| 16                 | Charles Sowa              | Luxembourg           | 4 h 44 min 45 s 2 |
| 17                 | Kazuo Saito (en)          | Japon                | 4 h 47 min 29 s 6 |
| 18                 | Shaun Lightman (en)       | Royaume-Uni          | 4 h 52 min 20 s 0 |
| 19                 | Bob Gardiner (en)         | Australie            | 4 h 52 min 29 s 0 |
| 20                 | Erwin Stütz (en)          | Suisse               | 4 h 53 min 33 s 8 |
| 21                 | Henri Delerue             | France               | 4 h 57 min 40 s 2 |
| 22                 | Mieczysław Rutyna (en)    | Pologne              | 4 h 58 min 03 s 8 |
| 23                 | Felix Cappella (en)       | Canada               | 4 h 58 min 31 s 6 |
| 24                 | Shaul Ladany              | Israël               | 5 h 01 min 06 s 0 |
| 25                 | Pablo Colín (en)          | Mexique              | 5 h 01 min 30 s 0 |
| 26                 | Dave Romansky (en)        | États-Unis           | 5 h 38 min 03 s 4 |
| 27                 | Ismael Hernández (en)     | Mexique              | 5 h 56 min 09 s 2 |
| 28                 | Ricardo Cruz (en)         | Salvador             | 5 h 56 min 22 s 0 |
| —                  | Bernhard Nermerich (en)   | Allemagne de l'Ouest | DSQ               |
| —                  | Abdon Pamich              | Italie               | DNF               |
| —                  | Burkhard Leuschke (en)    | Allemagne de l'Est   | DNF               |
| —                  | Gennady Agapov            | Union soviétique     | DNF               |
| —                  | Ihor Della-Rossa (en)     | Union soviétique     | DNF               |
| —                  | John Kelly (en)           | Irlande              | DNF               |
| —                  | Paul Nihill               | Royaume-Uni          | DNF               |
| —                  | Stefan Ingvarsson (en)    | Suède                | DNF               |

## Légende
Records et Performances
- AR : Record continental (area record)
- CR : Record des championnats (championship record)
- MR : Record du meeting (meet record)
- NR : Record national (national record)
- OR : Record olympique (olympic record)
- PR : Record paralympique (paralympic record)
- PB : Record personnel (personal best)
- SB : Meilleure performance personnelle de la saison (season's best)
- WL : Meilleure performance mondiale de l'année (world leader)
- WJR : Record du monde junior (world junior record)
- WR : Record du monde (world record)

Circonstances et Conditions
- DNF : N'a pas terminé (did not finish)
- DNS : N'a pas pris le départ (did not start)
- DQ : Disqualification (disqualification)
- NM : Aucun essai valable enregistré (No Mark)
- Q : Qualifié « directement » au prochain tour (ou à la prochaine compétition), lors d'une compétition majeure, grâce au classement ou à la réalisation des minima (automatic qualifier)
- q : Qualifié au prochain tour (ou à la prochaine compétition), lors d'une compétition majeure, grâce au repêchage ou à la réalisation de l'une des meilleures performances parmi celles des « non qualifiés directement » (grâce au meilleur temps ou à la meilleure distance par exemple) (secondary qualifier)